# Röda Ulven

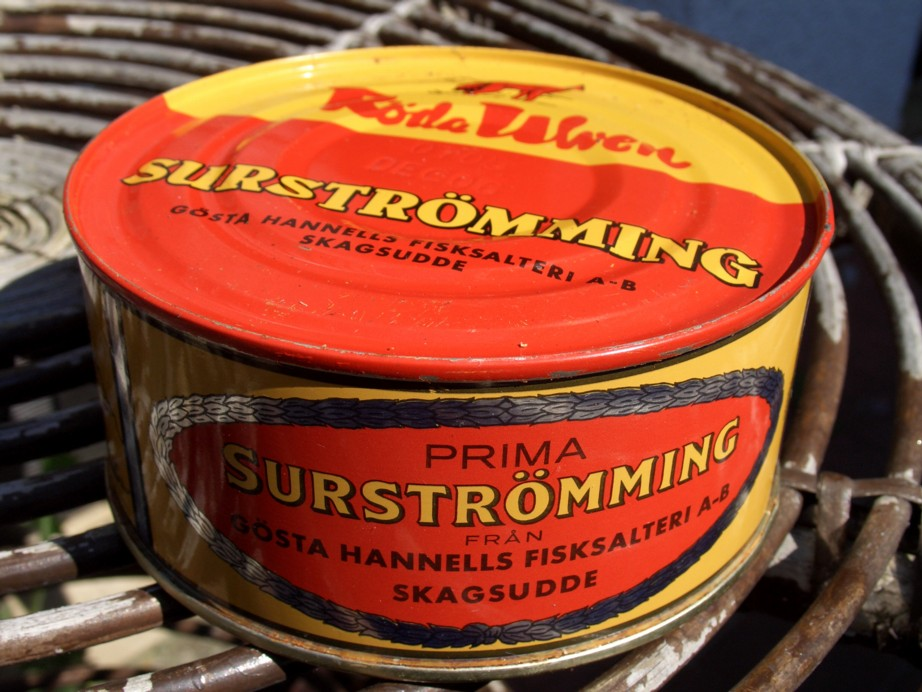
Röda Ulvens surströmming.

Röda Ulven är en surströmmingsprodukt från Gösta Hannells fisksalteri i Skagshamn i Örnsköldsviks kommun.
År 1945 köpte Gösta Hannell namnet Röda Ulven som numera är den mest sålda surströmmingsprodukten i Sverige.[källa behövs] Namnet kommer från Ulvöarna, där varumärket ursprungligen användes.
Produktionen av surströmming från Hannells Industrier AB började under andra världskriget då det var brist på mat och burkar. En del av framgången beror på den helt täta förpackningen för surströmming som tillverkas av Emballator i Ulricehamn.  